# 蓬德韦勒
蓬德韦勒（法語：Pont-de-Veyle，發音：[pɔ̃ də vɛl]）是法国安省布雷斯地区布尔格区的市镇，位于该省西部偏北，面积1.94平方千米，2022年1月1日人口为1,600人。

## 地名
“蓬德韦勒”（Pont-de-Veyle）一名在法语中意为“韦勒河之桥”。

## 地理
蓬德韦勒（46°15'48"N, 4°53'16"E）面积1.94平方千米，位于法国奥弗涅-罗讷-阿尔卑斯大区安省，韦勒河下游左岸。
与蓬德韦勒接壤的市镇（或旧市镇、城区）包括：克罗泰、格列日、莱兹、韦勒河畔圣让。
蓬德韦勒的时区为UTC+01:00、UTC+02:00（夏令时）。

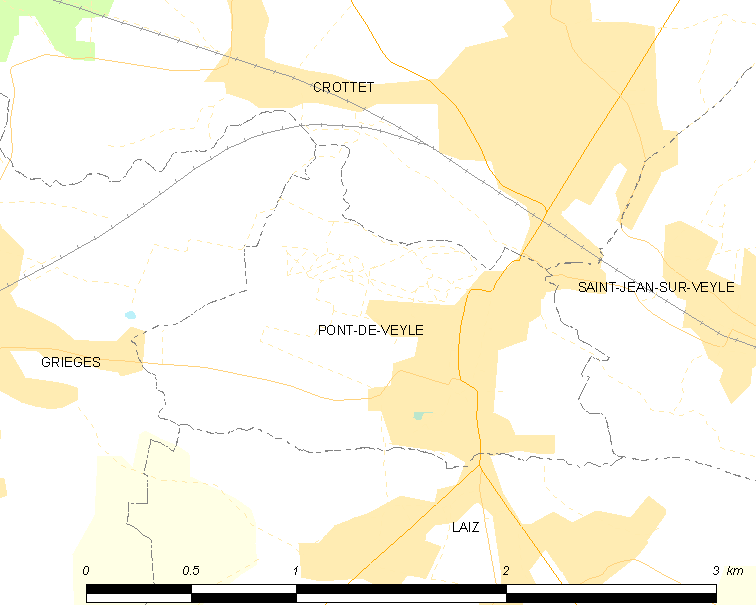
蓬德韦勒的OSM定位图

## 行政
蓬德韦勒的邮政编码为01290，INSEE市镇编码为01306。

## 政治
蓬德韦勒所属的省级选区为沃纳县。

## 交通
蓬德韦勒站是马孔城站前往布雷斯堡方向的第一站。

## 人口

1962-2008年间蓬德韦勒人口变化图示

蓬德韦勒于2022年1月1日时的人口数量为1600人。

## 友好城市
- 德国 施特劳本哈特